# Стили
Стѝли (на гръцки: Στύλλοι; на турски: Mutluyaka) е село в Кипър, окръг Фамагуста. Според статистическата служба на Северен Кипър през 2011 г. селото има 407 жители.
Де факто е под контрола на непризнатата Севернокипърска турска република.